# Eucalyptus redunca
Eucalyptus redunca är en myrtenväxtart som beskrevs av Johannes Conrad Schauer. Eucalyptus redunca ingår i släktet Eucalyptus och familjen myrtenväxter. Inga underarter finns listade i Catalogue of Life.